# Wierciszewo (województwo zachodniopomorskie)
Wierciszewo (do 1945 niem. Wandhagen) – wieś w Polsce położona w województwie zachodniopomorskim, w powiecie koszalińskim, w gminie Sianów.
Według danych z 30 czerwca 2003 r. wieś miała 320 mieszkańców.